# Familiäre Amyloidpolyneuropathie Typ I
Die erbliche bzw. hereditäre Transthyretin-Amyloidose (hATTR- oder ATTRv-Amyloidose, v von variant) ist eine seltene vererbte Erkrankung aufgrund von Ablagerungen in Nerven, Herz und anderen Geweben (Amyloidose) und manifestiert sich durch Polyneuropathie und Kardiomyopathie, wobei Zeitpunkt des Auftretens der ersten Symptome und Stärke der Symptomschwerpunkte vom Genotyp abhängen. Bei vornehmlich polyneuropathischer Manifestation wird die Erkrankung klinisch zu den  familiären Amyloid-Polyneuropathien gezählt.

Weltweit sind etwa 50.000 Menschen betroffen.

## Synonyme
Wohlwill-Andrade-Syndrom;  Corino de Andrade’s Erkrankung; hereditäre Transthyretin-Amyloidose (hATTR oder ATTRv Amyloidose) englisch Transthyretin-related hereditary amyloidosis, transthyretin amyloidosis (ATTR).
Die Namensbezeichnung bezieht sich auf den Autor der Erstbeschreibung aus dem Jahre 1942 durch den deutschen Neuropathologen Friedrich Wohlwill (1881–1958) und einen Bericht aus dem Jahre 1952 durch den portugiesischen Neurologen Mário Corino da Costa Andrade.

## Genetik
Der Erkrankung liegen Mutationen im Transthyretin (TTR)-Gen am Genort 18q12.1 zugrunde. Die Vererbung erfolgt autosomal dominant. Ist einer der beiden Elternteile erkrankt, so ist die Wahrscheinlichkeit einer Weitervererbung zu 50 % gegeben.

## Häufigkeit und Erkrankungsalter
Am häufigsten kommt die Erkrankung in Portugal vor. Dort begrenzt sich das Auftreten vor allem auf einige Städte im Norden (Póvoa de Varzim, Vila do Conde). Ein erhöhtes Auftreten kann auch in Nordschweden beobachtet werden.
Bei 80 % der Erkrankten manifestiert sich die Erkrankung innerhalb des 20. bis 40. Lebensjahres. Eine Erstmanifestation nach dem 50. Lebensjahr hingegen ist selten und zeigt häufig einen atypischen Verlauf.

## Symptome
Sensorisch:

Die polyneuropathische Manifestation der hereditären (vererbten) Transthyretin-Amyloidose beginnt häufig zuerst symmetrisch an den Füßen in Form von Missempfindungen, wie Temperaturmissempfindung, Kribbeln oder Taubheit (Parästhesien und Dysästhesien). Im weiteren Verlauf kommt es zu muskulären Atrophien, Malum perforans sowie neuropathischen Gelenksdeformationen (Charcot Gelenk). Die Erkrankung breitet sich von der unteren Extremität her aufsteigend aus. Folglich ist später auch die obere Extremität betroffen. Gangunsicherheit ist eine Folge der Missempfindung in den Füßen sowie der motorischen Symptome.

Motorisch:

Im Verlauf der Erkrankung kommt es zu Lähmungen und Atrophien der Muskeln, zunächst distal an den unteren Extremitäten. Es kommt beispielsweise zu einer Lähmung des N. Peroneus, wodurch es zum „Steppergang“ der betroffenen Patienten kommt. Im weiteren Verlauf sind auch die oberen Extremitäten betroffen, was sich zum Beispiel in der Ausbildung einer Krallenhand (Ulnarislähmung) zeigt.

Vegetativ:

Die vegetative Symptomatik tritt häufig initial auf. Gehäuft kann sie bei Patienten, die besonders früh an FAP leiden, beobachtet werden. Verschiedenste Organsysteme sind betroffen. Beispielsweise kommt es zu Schließmuskelinsuffizienzen, Störungen im Gastrointestinaltrakt, wie Durchfall und Verstopfung im Wechsel, kardiovaskulären Erkrankungen, renaler Beteiligung, Augenerkrankungen, Hautmanifestationen sowie zu sexuellen Dysfunktionen.

## Diagnostik
Der Verdacht der Erkrankung kann anhand einer neurologischen Untersuchung mit familiärer Anamnese gestellt werden. Daraufhin schließt sich eine molekulare Untersuchung des Chromosoms 18 an, bei der die typische TTR-Genveränderung festgestellt werden kann.

## Behandlung
Bis 2018 bestand die einzige Möglichkeit der ursächlichen Behandlung in einer Lebertransplantation. Da die Leber den Hauptsynthetitionsort für Transthyretin darstellt, ist nach einer Lebertransplantation kein genetisch verändertes Transthyretin mehr im Serum nachweisbar.
Die europäische Arzneimittel-Agentur hat 2012 das Medikament Tafamidis für die Behandlung der FAP freigegeben. Tafamidis stabilisiert das Transthyretin-Tetramer, wodurch der Zerfall in Monomere verhindert werden soll, was wiederum die Bildung von Fibrillen verhindern soll und die Krankheitsprogression bei einem Teil der Betroffenen verlangsamen kann.
2018 hat die europäische Arzneimittel-Agentur (EMA) das Medikament Patisiran, ein RNAi-Therapeutikum, zugelassen. Patisiran bindet in der Leber durch RNA-Interferenz an die mRNA, welche für das Transthyretin kodiert und verhindert somit dessen Bildung.
2022 wurde Vutrisiran durch die EMA zugelassen, welches ein weiterentwickeltes RNAi-Therapeutikum ist und wie Patisiran die Bildung von Transthyretin in der Leber dadurch verhindert, dass es über RNA-Interferenz den Abbau der für Transthyretin codierenden mRNA bewirkt. Das krankmachende defekte Protein wird also gar nicht erst hergestellt und die Progression der Erkrankung kann aufgehalten werden und bei etwa der Hälfte der Betroffenen können sich die polyneuropathischen Symptome leicht verbessern.